# Малевский, Франц Семёнович
Франц Семёнович Малевский (Францишек Иероним Малевский, пол. Franciszek Hieronim Malewski, 21 августа 1800— 29 марта 1870) — российский правовед и журналист, филомат, публицист, общественный деятель; сын Шимона Малевского.

## Биография
Родился 21 августа 1800 года в Вильно (ныне Вильнюс, Литва) в семье профессора Главной виленской школы, которая позже была преобразована в Императорский Виленский университет.
В 1815 году окончил гимназию и поступил в университет. Шимон Малевский выбрал для сына отделение моральных и политических наук, которым долгое время руководил сам. Благодаря связям отца Франтишек получил возможность поработать в одной из крупнейших частных библиотек региона — библиотеке Хрептовичей в Щорсах.
Друг Адама Мицкевича, стал одним из основателей тайного студенческого патриотического общества филоматов, позже — и общества филаретов, которое действовало в составе филоматов в Виленском университете. По окончании Виленского университета выехал в Пруссию для продолжения образования. По просьбе российских властей был арестован 1823 году в Берлине и доставлен в Вильно. По делу филоматов был осуждён царскими властями к принудительному переселению в Россию.
Жил в Одессе, затем в Москве. В 1829 году ему было разрешено поселиться в Санкт-Петербурге, где Малевский занимал должность метриканта (директора) Литовской метрики (архива). Его помощником служил Симонас Даукантас.
Примерно в это же время основал первую польскоязычную газету в Санкт-Петербурге — «Tygodnik Petersburski». В 1832 году женился на Хелене, урождённой Шимановской (дочь Марии Шимановской и сестра Целины, урождённой Шимановской, будущей жены Адама Мицкевича). Среди его детей была Мария Малевская, которая впоследствии стала женой Владислава Мицкевича, сына поэта.
31 марта 1870 года исполняющий должность главноуправляющего 2 Отделением Собственной Его Императорского Величества канцелярии князь Сергей Урусов направил министру финансов Михаилу Рейтерну письмо следующего содержания:

Милостивый государь Михаил Христофорович.

Сего 29 марта скончался старший чиновник 2 Отделения Собственной Его Императорского Величества канцелярии тайный советник Малевский.